# Liste der aktiven Verbände der Bundeswehr

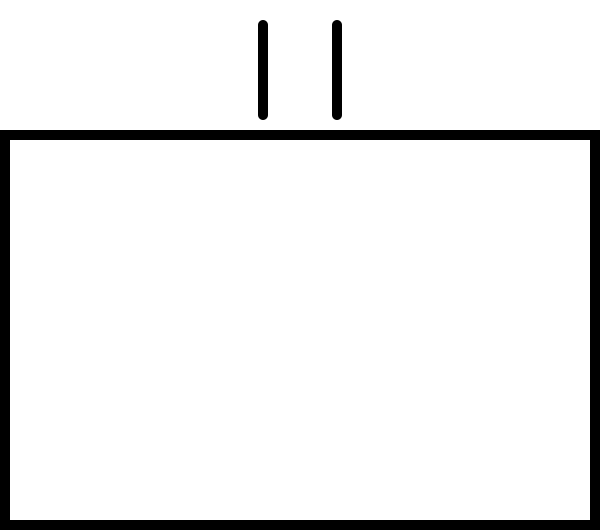
Grundmuster des taktischen Zeichens eines Bataillons

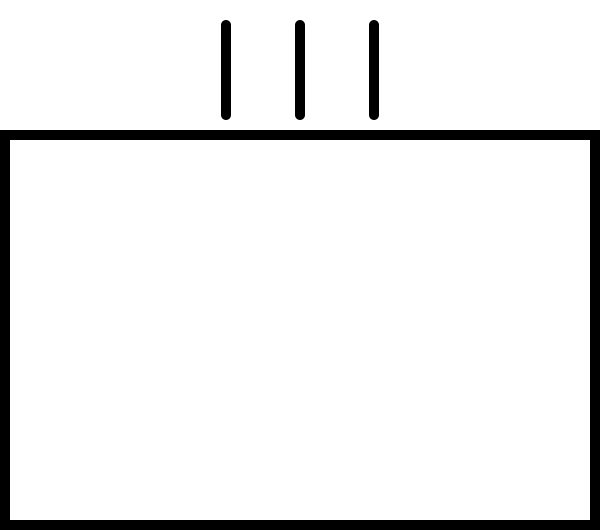
Grundmuster des taktischen Zeichens eines Regimentes

Diese Liste der aktiven und teilaktiven Verbände der Bundeswehr gibt einen Überblick über Regimenter, Geschwader, Bataillone und Gruppen sowie gleichgestellte Verbände wie Schulen, Ausbildungseinrichtungen und sonstige Dienststellen der Bundeswehr. Sie ist gegliedert nach Teilstreitkräften und Fähigkeitskommandos(-bereichen) bzw. Truppengattungen beim Heer. Die Verbände werden, sofern sie keinen eigenen Artikel haben, auf die übergeordneten Kommandoebenen bzw. Großverbände verlinkt. Die Gliederung sowie die Unterstellungsverhältnisse wurden der offiziellen Webpräsenz der Streitkräftebasis, des Heeres, der Luftwaffe, der Marine und des Sanitätsdienstes entnommen.

## Bundesministerium der Verteidigung(BMVg)

### DemGeneralinspekteurdirekt unterstellte Dienststellen der Bundeswehr
- Einsatzführungskommando der Bundeswehr
  - Zentrum Counter-IED
- Territoriales Führungskommando der Bundeswehr
  - Multinationales Kommando Operative Führung
  - 3 Truppenübungsplatzkommandanturen
  - Kommando Zivil-Militärische Zusammenarbeit (KdoZMZBw) Nienburg/Weser

| ● | \| 16 Landeskommandos \| \| - Landeskommando Baden-Württemberg - Landeskommando Bayern - Landeskommando Berlin - Landeskommando Brandenburg - Landeskommando Bremen - Landeskommando Hamburg - Landeskommando Hessen - Landeskommando Mecklenburg-Vorpommern - Landeskommando Niedersachsen - Landeskommando Nordrhein-Westfalen - Landeskommando Rheinland-Pfalz - Landeskommando Saarland - Landeskommando Sachsen - Landeskommando Sachsen-Anhalt - Landeskommando Schleswig-Holstein - Landeskommando Thüringen - 30 Regionale Sicherungs- und Unterstützungskräfte - 15 Sportfördergruppen der Bundeswehr \| |
| 16 Landeskommandos | |
| - Landeskommando Baden-Württemberg - Landeskommando Bayern - Landeskommando Berlin - Landeskommando Brandenburg - Landeskommando Bremen - Landeskommando Hamburg - Landeskommando Hessen - Landeskommando Mecklenburg-Vorpommern - Landeskommando Niedersachsen - Landeskommando Nordrhein-Westfalen - Landeskommando Rheinland-Pfalz - Landeskommando Saarland - Landeskommando Sachsen - Landeskommando Sachsen-Anhalt - Landeskommando Schleswig-Holstein - Landeskommando Thüringen - 30 Regionale Sicherungs- und Unterstützungskräfte - 15 Sportfördergruppen der Bundeswehr | |

- Führungsakademie der Bundeswehr
- Luftfahrtamt der Bundeswehr
- Planungsamt der Bundeswehr
- Zentrum Innere Führung
  - Zentrum für Militärgeschichte und Sozialwissenschaften der Bundeswehr
    - Militärhistorisches Museum der Bundeswehr

### Dem BMVg unmittelbar nachgeordnete zivile Dienststellen
- Bundesamt für den Militärischen Abschirmdienst

## Bundeswehr(Streitkräfte)

### Heer

#### Kommando Heer

##### Großverbändedes Heeres
| Division Schnelle Kräfte                                                 |
| - Stabskompanie - SAR-Leitstelle (Land) Rescue Coordination Center (RCC) |

| 1. Panzerdivision |
| - Stabs-/ Fernmeldekompanie - Unterstützungsbataillon Einsatz 1 (nicht aktiv) - Fernmeldebataillon 610 - Artillerielehrbataillon 325 - schweres Pionierbataillon 901 (teilaktiv) |

| 10. Panzerdivision |
| - Stabs-/Fernmeldekompanie - Unterstützungsbataillon Einsatz 10 (nicht aktiv) - Artillerielehrbataillon 345 - Pionierbataillon 905 (nicht aktiv) |

| Kommando Spezialkräfte |
| - Stab Kommando Spezialkräfte - Stabs- und Führungsunterstützungskompanie - Kommandokräfte mit - 4 Kommandokompanien - Spezialkommandokompanie - Spezialaufklärungskompanie - Unterstützungskräfte mit - Versorgungskompanie - Fernmeldekompanie - Unterstützungskompanie - Sanitätszentrum - Bereich Ausbildung - Bereich Weiterentwicklung |

| Panzerlehrbrigade 9 |
| - Stabs-/Fernmeldekompanie - Panzergrenadierbataillon 33 - Panzergrenadierlehrbataillon 92 - Panzerlehrbataillon 93 - Panzerbataillon 203 - Aufklärungslehrbataillon 3 „Lüneburg“ - Panzerpionierbataillon 130 - Versorgungsbataillon 141 |

| Panzerbrigade 12 |
| - Stabs-/ Fernmeldekompanie - Panzerbataillon 104 - Panzergrenadierbataillon 112 - Panzergrenadierbataillon 122 - Artilleriebataillon 131 - Aufklärungsbataillon 8 - Panzerpionierbataillon 4 - Versorgungsbataillon 4 - Gebirgspanzerbataillon 8 (teilaktiv) |

| Gebirgsjägerbrigade 23 |
| - Stabs-/ Fernmeldekompanie - Gebirgsjägerbataillon 231 - Gebirgsjägerbataillon 232 - Gebirgsjägerbataillon 233 - Gebirgsaufklärungsbataillon 230 - Gebirgspionierbataillon 8 - Gebirgsversorgungsbataillon 8 - Einsatz- und Ausbildungszentrum für Tragtierwesen 230 |

| Panzerbrigade 21 |
| - Stabs-/Fernmeldekompanie - Jägerbataillon 1 - Jägerbataillon 91 - Aufklärungsbataillon 7 - Panzerpionierbataillon 1 - Versorgungsbataillon 7 - Jägerbataillon 921 (nicht aktiv) |

| Panzergrenadierbrigade 37 |
| - Stabs- /Fernmeldekompanie - Panzergrenadierbataillon 212 - Panzergrenadierbataillon 371 - Panzergrenadierbataillon 391 - Panzerbataillon 393 - Panzerartilleriebataillon 375 - Panzerpionierbataillon 701 - Aufklärungsbataillon 13 - Versorgungsbataillon 131 - Panzergrenadierbataillon 909 (nicht aktiv) |

| Luftlandebrigade 1 |
| - Stabs-/Fernmeldekompanie - Fallschirmjägerregiment 26 - Fallschirmjägerregiment 31 - Luftlandeaufklärungskompanie 260 - Luftlandeaufklärungskompanie 310 - Luftlandepionierkompanie 260 - Luftlandepionierkompanie 270 |

| Panzergrenadierbrigade 41 |
| - Stabs-/Fernmeldekompanie - Jägerbataillon 413 - Panzergrenadierbataillon 411 - Panzergrenadierbataillon 401 - Aufklärungsbataillon 6 - Panzerpionierbataillon 803 - Versorgungsbataillon 142 - Panzergrenadierbataillon 908 (nicht aktiv) |

| 13 Lichte Brigade |
| - 13. Stabskompanie - 17. Panzergrenadierbataillon - 42 Panzergrenadierbataillon - 30. National-Reserve-Corps-Bataillon - 41. Panzerpionierbataillon - 42. Brigadeaufklärungskompanie - 13. Sanitätskompanie - 13. Instandsetzungskompanie |

| 11 Luchtmobiele Brigade Niederlande |
| - 11. Stabskompanie - 11. Luftbewegliches Bataillon - 12. Luftbewegliches Bataillon - 13. Luftbewegliches Bataillon - 11. Pionierkompanie - 11. Instandsetzungskompanie - 11. Versorgungskompanie - 11. Sanitätskompanie - 20. Reservistenbataillon |

| 43 Gemechaniseerde Brigade Niederlande |
| - 43. Stabskompanie - 43. Aufklärungskompanie - 44. Mechanisiertes Infanterie Bataillon - 45. Mechanisiertes Infanterie Bataillon - Panzerbataillon 414 Deutschland Niederlande - 11. Panzerpionierbataillon - 10. Reservistenbataillon - 43. Sanitätskompanie - 43. Instandhaltungskompanie |

| Deutsch-Französische Brigade (Deutsche Anteile) |
| - Stab (multinational) - Deutsch-Französisches Versorgungsbataillon - Jägerbataillon 291 - Jägerbataillon 292 - Artilleriebataillon 295 - Panzerpionierkompanie 550 |

| Kommando Hubschrauber |
| - Transporthubschrauberregiment 10 - Transporthubschrauberregiment 30 - Kampfhubschrauberregiment 36 - Internationale Hubschrauberausbildungszentrum in Bückeburg - Systemzentrum Drehflügler Heer |

##### Ausbildungskommando
Ausbildungseinrichtungen des Heeres
Schulen und Ausbildungszentren
| - Offizierschule des Heeres - Taktikzentrum des Heeres - Unteroffizierschule des Heeres - Feldwebel-/Unteroffizieranwärterbataillon 3 - Infanterieschule - Gebirgs- und Winterkampfschule - Luftlande-/Lufttransportschule - Panzertruppenschule - Heeresaufklärungsschule - Schule gepanzerte Kampftruppen - Artillerieschule | - Pionierschule - Kampfmittelabwehrschule - Technische Schule des Heeres - Fachschule des Heeres für Technik - Internationales Hubschrauberausbildungszentrum - Deutsche Anteile Ausbildungszentrum TIGER in Frankreich - Deutsch-Französische Ausbildungseinrichtung TIGER in Fassberg - Ausbildungszentrum Spezielle Operationen Zentrale Ausbildungseinrichtungen - Ausbildungs- und Übungszentrum Luftbeweglichkeit - Gefechtssimulationszentrum Heer - Gefechtsübungszentrum Heer - VN Ausbildungszentrum der Bundeswehr |

#### Truppengattungen des Heeres

##### Kampftruppen

###### Infanterie
| Jägerverbände - Jägerbataillon 1 - Jägerbataillon 91 - Jägerbataillon 291 - Jägerbataillon 292 - Jägerbataillon 413 - Jägerbataillon 921 (nicht aktiv) | Gebirgsjägerverbände - Gebirgsjägerbataillon 231 - Gebirgsjägerbataillon 232 - Gebirgsjägerbataillon 233 | Fallschirmjägerverbände - Fallschirmjägerregiment 26 - Fallschirmjägerregiment 31 |

###### Panzertruppen
| Panzertruppe - Gebirgspanzerbataillon 8 (teilaktiv) - Panzerlehrbataillon 93 - Panzerbataillon 104 - Panzerbataillon 203 - Panzerbataillon 363 (ab 2019) - Panzerbataillon 393 - Panzerbataillon 414 | Panzergrenadiertruppe - Panzergrenadierbataillon 33 - Panzergrenadierlehrbataillon 92 - Panzergrenadierbataillon 112 - Panzergrenadierbataillon 122 - Panzergrenadierbataillon 212 | Panzergrenadiertruppe - Panzergrenadierbataillon 371 - Panzergrenadierbataillon 391 - Panzergrenadierbataillon 401 - Panzergrenadierbataillon 411 - Panzergrenadierbataillon 908 (nicht aktiv) - Panzergrenadierbataillon 909 (nicht aktiv) |

##### Kampfunterstützungstruppen
| - Artilleriebataillon 131 - Artilleriebataillon 295 - Artillerielehrbataillon 325 - Artillerielehrbataillon 345 - Panzerartilleriebataillon 375 | - Transporthubschrauberregiment 10 - Transporthubschrauberregiment 30 - Kampfhubschrauberregiment 36 | - Panzerpionierbataillon 1 - Panzerpionierbataillon 4 - Gebirgspionierbataillon 8 - Panzerpionierbataillon 130 - Panzerpionierbataillon 701 - Panzerpionierbataillon 803 - schweres Pionierbataillon 901 (teilaktiv) - Pionierbataillon 905 (nicht aktiv) |

##### Einsatz- und Führungsunterstützungstruppen
| - Aufklärungslehrbataillon 3 - Aufklärungsbataillon 6 - Aufklärungsbataillon 7 - Aufklärungsbataillon 8 - Aufklärungsbataillon 13 - Gebirgsaufklärungsbataillon 230 | - Fernmeldebataillon 610 - Deutscher Anteil Führungsunterstützungsbataillon 1. Deutsch-Niederländisches Korps - Deutscher Anteil Stabs-/Unterstützungsbataillon Eurokorps |

###### Heereslogistikverbände
| - Versorgungsbataillon 4 - Versorgungsbataillon 7 - Gebirgsversorgungsbataillon 8 - Versorgungsbataillon 131 | - Versorgungsbataillon 141 - Versorgungsbataillon 142 - Einsatz- und Ausbildungszentrum für Tragtierwesen 230 - Systemzentrum Drehflügler Heer - Deutscher Anteil Versorgungsbataillon Deutsch-Französische Brigade |

### Luftwaffe

#### Kommando Luftwaffe

##### Zentrum Luftoperationen
| - Deutscher Anteil Allied Air Command - Deutscher Anteil Joint Air Power Competence Centre - Deutscher Anteil European Air Transport Command - Deutscher Anteil NATO Airborne Early Warning & Control Force Command - Deutscher Anteil Alliance Ground Surveillance | - Luftwaffenunterstützungsgruppe Kalkar - Einsatzführungsbereich 2 - Einsatzführungsbereich 3 - Führungsunterstützungszentrum der Luftwaffe - Zentrum für Simulations- und Navigationsunterstützung Fliegende Waffensysteme der Bundeswehr |

##### Luftwaffentruppenkommando
- Zentrum für Luft- und Raumfahrtmedizin der Luftwaffe

| Kampfverbände - Taktisches Luftwaffengeschwader 31 „Boelcke“ - Taktisches Luftwaffengeschwader 33 - Taktisches Luftwaffengeschwader 51 „Immelmann“ - Taktisches Luftwaffengeschwader 71 „Richthofen“ - Taktisches Luftwaffengeschwader 73 „Steinhoff“ - Taktisches Luftwaffengeschwader 74 Fliegerische und taktische Ausbildung - Taktisches Ausbildungskommando der Luftwaffe USA Texas - Zentrum Elektronischer Kampf Fliegende Waffensysteme - Waffenschule der Luftwaffe Lufttransportverbände - Lufttransportgeschwader 62 - Hubschraubergeschwader 64 - Flugbereitschaft des Bundesministeriums der Verteidigung - Deutscher Anteil Multinational MRTT Unit | - Luftwaffenunterstützungsgruppe Wahn Flugabwehrraketendienst - Flugabwehrraketengeschwader 1 - Flugabwehrraketengruppe 21 - Flugabwehrraketengruppe 24 - Flugabwehrraketengruppe 26 - Flugabwehrraketengruppe 61 seit April 2018 unter niederländischem Kommando - Ausbildungszentrum Flugabwehrraketen - Taktisches Aus- und Weiterbildungszentrum FlaRakLw USA (bis Ende 2020) - Deutscher Anteil DGAC (Ground Based Air Defence Command) VREDEPEEL, NLD Objektschutz - Objektschutzregiment der Luftwaffe Ausbildungseinrichtungen - Offizierschule der Luftwaffe - Unteroffizierschule der Luftwaffe - Luftwaffenausbildungsbataillon |

###### Unterstützungsverbände
| Logistik/Nutzung - Waffensystemunterstützungszentrum 1 - Waffensystemunterstützungszentrum 2 - Technisches Ausbildungszentrum der Luftwaffe - Fachschule der Luftwaffe - Deutscher Anteil NATO Programming Center NPC Belgien |

### Marine

#### Marinekommando
| - Marinestützpunktkommando Kiel - Centre of Excellence Kiel - Marinestützpunktkommando Warnemünde - Marinestützpunktkommando Eckernförde Bootsgeschwader - 1. Korvettengeschwader - 3. Minensuchgeschwader - 1. Ubootgeschwader - Ausbildungszentrum Uboote - Unterstützungsgeschwader Marineinfanterie - Seebataillon - Kommando Spezialkräfte der Marine | - Marinestützpunktkommando Wilhelmshaven Schiffsgeschwader - 2. Fregattengeschwader - 4. Fregattengeschwader - Trossgeschwader | - Marinefliegergeschwader 3 „Graf Zeppelin“ - Marinefliegergeschwader 5 - Marineschule Mürwik - Marineunteroffizierschule - Marineoperationsschule - Marinetechnikschule und weitere direkt dem Marinekommando unterstellte Dienststellen - Einsatzausbildungszentrum Schadensabwehr Marine - Schifffahrtmedizinisches Institut der Marine - Marineschifffahrtleitung |

### Cyber- und Informationsraum(CIR)

#### Kommando Cyber- und Informationsraum
| - Auswertezentrale Elektronische Kampfführung - Bataillon Elektronische Kampfführung 911 - Bataillon Elektronische Kampfführung 912 - Bataillon Elektronische Kampfführung 931 - Bataillon Elektronische Kampfführung 932 - Zentrale Abbildende Aufklärung - Zentrale Untersuchungsstelle der Bundeswehr für Technische Aufklärung - Zentrum Operative Kommunikation der Bundeswehr - Zentrum Cyber-Operationen | - Dienstältester Deutscher Offizier / Deutscher Anteil 1st NATO Signal Battalion - Informationstechnikbataillon 281 - Informationstechnikbataillon 282 - Informationstechnikbataillon 292 - Informationstechnikbataillon 293 - Informationstechnikbataillon 381 - Informationstechnikbataillon 383 - Ausbildungszentrum CIR - Zentrum für Cyber-Sicherheit der Bundeswehr - Zentrum für Softwarekompetenz der Bundeswehr |

### Unterstützungsbereich(UstgBer)

#### Unterstützungskommando der Bundeswehr
| Amt für Militärkunde → Hauptartikel : Amt für Militärkunde Bundesakademie für Sicherheitspolitik | Multinationales Kommando Operative Führung |

| - ABC-Abwehrbataillon 7 - ABC-Abwehrbataillon 750 - ABC-Abwehrbataillon 906 (nicht aktiv) - ABC-Abwehrbataillon 907 (nicht aktiv) - Schule ABC-Abwehr und Gesetzliche Schutzaufgaben - Feldjägerregiment 1 - Feldjägerregiment 2 - Feldjägerregiment 3 - Schule für Feldjäger und Stabsdienst der Bundeswehr - Wachbataillon beim Bundesministerium der Verteidigung (WachBtl BMVg), Berlin - Logistikregiment 1 - Logistikregiment 4 - Logistikbataillon 161 - Logistikbataillon 163 - Logistikbataillon 171 - Logistikbataillon 172 - Logistikbataillon 461 - Logistikbataillon 467 - Logistikbataillon 471 - Logistikbataillon 472 - Spezialpionierregiment 164 - Logistikschule der Bundeswehr - Logistikzentrum der Bundeswehr - Zentrum Kraftfahrwesen der Bundeswehr | - Zentrum Informationsarbeit Bundeswehr - Bundeswehrkommando USA und Kanada - Deutsche Delegation Großbritannien - Deutsche Delegation Niederlande - Deutscher Anteil George C. Marshall Europäisches Zentrum für Sicherheitsstudien - Deutscher Anteil NATO School Oberammergau - Schule für Diensthundewesen der Bundeswehr - Sportschule der Bundeswehr - Integriertes Fach- und Ausbilderzentrum SASPF Bundeswehr - Zentrum für Verifikationsaufgaben der Bundeswehr - Zentrum Militärmusik der Bundeswehr - 65 Militärattachéstäbe - Deutsche militärische Anteile im multinationalen Bereich |

### Sanitätsdienst der Bundeswehr

#### Kommando Gesundheitsversorgung der Bundeswehr
- Multinational Medical Coordination Centre-Europe (MMCC-E)

| - Kommando Schnelle Einsatzkräfte Sanitätsdienst - Sanitätsregiment 1 - Sanitätsregiment 2 - Sanitätsregiment 3 - Sanitätsregiment 4 (seit 2020) - Sanitätslehrregiment - Versorgungs- und Instandsetzungszentrum Sanitätsmaterial (VIZ) Blankenburg - Versorgungs- und Instandsetzungszentrum Sanitätsmaterial (VIZ) Pfungstadt - Versorgungs- und Instandsetzungszentrum Sanitätsmaterial (VIZ) Quakenbrück - 13 Sanitätsunterstützungszentren - 13 Sanitätsstaffel Einsatz - 128 Sanitätsversorgungszentren - Zentrum für Sportmedizin der Bundeswehr | - Institut für Radiobiologie der Bundeswehr - Institut für Mikrobiologie der Bundeswehr - Institut für Pharmakologie und Toxikologie der Bundeswehr sind direkt dem Kommando Sanitätsdienst unterstellt - Bundeswehrzentralkrankenhaus Koblenz - Bundeswehrkrankenhaus Hamburg - Bundeswehrkrankenhaus Westerstede - Bundeswehrkrankenhaus Berlin - Bundeswehrkrankenhaus Ulm - Institut für Präventivmedizin der Bundeswehr - Zentrales Institut des Sanitätsdienstes der Bundeswehr Kiel - Zentrales Institut des Sanitätsdienstes der Bundeswehr München - 4 Überwachungsstellen für öffentlich-rechtliche Aufgaben des Sanitätsdienstes der Bundeswehr |

## Bundeswehr(Verwaltung)

### Ausrüstung, Informationstechnik und Nutzung (AIN)

#### Bundesamt für Ausrüstung, Informationstechnik und Nutzung der Bundeswehr
- Deutsche Verbindungsstelle des Rüstungsbereichs USA / Kanada
- Marinearsenal
- Wehrtechnische Dienststelle für landgebundene Fahrzeugsysteme, Pionier- und Truppentechnik (WTD 41)
- Wehrtechnische Dienststelle für Schutz- und Sondertechnik (WTD 52)
- Wehrtechnische Dienststelle für Luftfahrzeuge und Luftfahrtgerät der Bundeswehr (WTD 61)
- Wehrtechnische Dienststelle für Schiffe und Marinewaffen, Maritime Technologie und Forschung (WTD 71)
- Wehrtechnische Dienststelle für Informationstechnologie und Elektronik (WTD 81)
- Wehrtechnische Dienststelle für Waffen und Munition (WTD 91)
- Wehrwissenschaftliches Institut für Schutztechnologien – ABC-Schutz
- Wehrwissenschaftliches Institut für Werk- und Betriebsstoffe

### Infrastruktur, Umweltschutz und Dienstleistungen (IUD)

#### Bundesamt für Infrastruktur, Umweltschutz und Dienstleistungen der Bundeswehr
- 43 Bundeswehr-Dienstleistungszentren
- 7 Bundeswehrverwaltungsstellen im Ausland
- Einsatzwehrverwaltungsstellen
- Verpflegungsamt der Bundeswehr
- Brandschutzamt der Bundeswehr

### Personal (P)

#### Bundesamt für das Personalmanagement der Bundeswehr
- 16 Karrierecenter der Bundeswehr

#### Bildungszentrum der Bundeswehr
- 6 Auslandsschulen der Bundeswehr
- 10 Bundeswehrfachschulen

### Rechtspflege der Bundeswehr
- Bundeswehrdisziplinaranwalt
- Truppendienstgerichte (Nord u. Süd)

### Militärseelsorge
- Evangelische Militärseelsorge
- Katholische Militärseelsorge

### Websites
- Bundesministerium der Verteidigung
- Bundeswehr
- Heer
- Luftwaffe
- Marine
- Streitkräftebasis (SKB)
- Cyber- und Informationsraum (CIR)
- Sanitätsdienst der Bundeswehr
- Personal
- Ausrüstung, Informationstechnik und Nutzung (AIN)
- Infrastruktur, Umweltschutz und Dienstleistungen (IUD)
- Militärseelsorge

### Organigramme der Bundeswehr
- Kommando Heer (PDF, 135 kB)
- Kommando Luftwaffe (PDF, 117 kB)
- Marinekommando (PDF,93kB)
- Kommando Streitkräftebasis (PDF, 2 MB)
- Organisation SKB 29.6.2017
- Abschlussbericht Aufbaustab für Kommando Cyber- und Informationsraum (PDF,776Kb)
- Broschüre zur Neuausrichtung der Bundeswehr März 2013 (PDF, 4,6MB 75 Seiten)